# Castel Focognano
Castel Focognano és un municipi situat al territori de la província d'Arezzo, a la regió de la Toscana (Itàlia).
Limita amb els municipis de Bibbiena, Capolona, Chiusi della Verna, Loro Ciuffenna, Ortignano Raggiolo, Poppi, Subbiano i Talla.
Les frazione de Calleta, Carda, Castel Focognano, Ornina, Pieve a Socana, Rassina (Capoluogo), Salutio, Zenna pertanyen al municipi de Castel Focognano.